# Serrat des Plans
El Serrat des Plans és una muntanya de 722 metres que es troba al municipi d'Orís, a la comarca d'Osona.